# Chiesa di San Nicolò Vescovo (Strassoldo)
La chiesa di San Nicolò Vescovo è la parrocchiale di Strassoldo.

## Storia
La primitiva chiesetta di Strassoldo, dedicata alla Beata Vergine Maria, venne costruita probabilmente tra i secoli X e XI, ma la sua prima citazione appare appena nel 1334. Questa cappella fu riedificata nel 1490, che venne a sua volta distrutta all'inizio del XVI secolo. Si optò, allora, per la sua ricostruzione, avvenuta nel 1509. Nel 1575 fu costruito il campanile e, nel 1719, la chiesa venne riedificata. Un'ulteriore riedificazione si ebbe pochi anni dopo, nel 1736. All'inizio del XX secolo venne realizzata la cantoria e, nel 1977, la chiesa fu restaurata.